# Eleições autárquicas de 2021 na Amadora
As eleições autárquicas de 2021 serviram para eleger os diferentes órgãos do poder local do Concelho da Amadora.
O Partido Socialista, com Carla Tavares como candidata novamente, voltou a vencer as eleições no concelho de forma folgada. Os socialistas, apesar de uma ligeira perda de votos, conseguiram 44% dos votos e 7 vereadores.
A coligação PSD-CDS e outros pequenos partidos, que teve Suzana Garcia como candidata, obteve 24,6% dos votos e 3 vereadores, uma subida em relação aos 18,1% obtidos em 2017. Com esta candidatura foi eleita a primeira vereadora de origem chinesa em Portugal, Man Lin.  
Por fim, destacar a manutenção do vereador da Coligação Democrática Unitária e a perda do vereador eleito pelo Bloco de Esquerda.

## Candidatos
| Lista | Lista                            | Candidato       |
| ----- | -------------------------------- | --------------- |
|       | Partido Socialista               | Carla Tavares   |
|       | PSD-CDS-MPT-A-PDR                | Suzana Garcia   |
|       | Coligação Democrática Unitária   | António Borges  |
|       | Bloco de Esquerda                | Deolinda Martin |
|       | Pessoas–Animais–Natureza         | Carlos Macedo   |
|       | CHEGA                            | José Dias       |
|       | Iniciativa Liberal               | Nuno Ataíde     |
|       | Movimento Alternativa Socialista | Gil Garcia      |
|       | PPM-RIR                          | Henrique Tigo   |

## Resultados Oficiais
Os resultados para os diferentes órgãos do poder local da Amadora foram os seguintes:

### Câmara Municipal
| Partido                 | Partido                          | Votos   | %               | +/-  | Vereadores | +/-     |
| ----------------------- | -------------------------------- | ------- | --------------- | ---- | ---------- | ------- |
|                         | Partido Socialista               | 27 221  | 43,88 / 100,00  | 4,09 | 7 / 11     | Estável |
|                         | PSD-CDS-MPT-A-PDR                | 15 230  | 24,55 / 100,00  | 6,46 | 3 / 11     | 1       |
|                         | Coligação Democrática Unitária   | 6 162   | 9,93 / 100,00   | 2,29 | 1 / 11     | Estável |
|                         | CHEGA                            | 3 375   | 5,44 / 100,00   | Novo | 0 / 11     | Novo    |
|                         | Bloco de Esquerda                | 3 305   | 5,33 / 100,00   | 1,61 | 0 / 11     | 1       |
|                         | Pessoas–Animais–Natureza         | 1 933   | 3,12 / 100,00   | 0,11 | 0 / 11     | Estável |
|                         | Iniciativa Liberal               | 1 729   | 2,79 / 100,00   | Novo | 0 / 11     | Novo    |
|                         | PPM-RIR                          | 377     | 0,61 / 100,00   | Novo | 0 / 11     | Novo    |
|                         | Movimento Alternativa Socialista | 227     | 0,37 / 100,00   | -    | 0 / 11     | -       |
| Votos Inválidos         | Votos Inválidos                  | 2 479   | 4,00 / 100,00   | 1,83 |            |         |
| Total                   | Total                            | 62 038  | 100,00 / 100,00 |      | 11 / 11    |         |
| Eleitorado/Participação | Eleitorado/Participação          | 145 310 | 42,69 / 100,00  | 0,03 |            |         |

### Assembleia Municipal
| Partido                 | Partido                          | Votos   | %               | +/-  | Deputados | +/-     |
| ----------------------- | -------------------------------- | ------- | --------------- | ---- | --------- | ------- |
|                         | Partido Socialista               | 25 290  | 40,76 / 100,00  | 3,93 | 15 / 33   | 2       |
|                         | PSD-CDS-MPT-A-PDR                | 15 052  | 24,26 / 100,00  | 5,62 | 9 / 33    | 2       |
|                         | Coligação Democrática Unitária   | 6 928   | 11,17 / 100,00  | 1,91 | 4 / 33    | Estável |
|                         | Bloco de Esquerda                | 4 232   | 6,82 / 100,00   | 1,35 | 2 / 33    | 1       |
|                         | CHEGA                            | 4 196   | 6,76 / 100,00   | Novo | 2 / 33    | Novo    |
|                         | Pessoas–Animais–Natureza         | 2 752   | 4,44 / 100,00   | 0,33 | 1 / 33    | Estável |
|                         | PPM-RIR                          | 409     | 0,66 / 100,00   | Novo | 0 / 33    | Novo    |
|                         | Movimento Alternativa Socialista | 310     | 0,50 / 100,00   | -    | 0 / 33    | -       |
| Votos Inválidos         | Votos Inválidos                  | 2 881   | 4,64 / 100,00   | 1,43 |           |         |
| Total                   | Total                            | 62 050  | 100,00 / 100,00 |      | 33 / 33   |         |
| Eleitorado/Participação | Eleitorado/Participação          | 145 310 | 42,70 / 100,00  | 0,01 |           |         |

### Juntas de Freguesia
| Partido                 | Partido                        | Votos   | %               | +/-  | Presidentes | +/-     | Mandatos  | +/-  |
| ----------------------- | ------------------------------ | ------- | --------------- | ---- | ----------- | ------- | --------- | ---- |
|                         | Partido Socialista             | 25 419  | 40,96 / 100,00  | 2,99 | 6 / 6       | Estável | 47 / 102  | 9    |
|                         | PSD-CDS-MPT-A-PDR              | 14 928  | 24,06 / 100,00  | 4,55 | 0 / 6       | Estável | 27 / 102  | 5    |
|                         | Coligação Democrática Unitária | 7 303   | 11,77 / 100,00  | 2,88 | 0 / 6       | Estável | 13 / 102  | 1    |
|                         | Bloco de Esquerda              | 4 148   | 6,68 / 100,00   | 1,92 | 0 / 6       | Estável | 6 / 102   | 2    |
|                         | CHEGA                          | 4 086   | 6,58 / 100,00   | Novo | 0 / 6       | Novo    | 6 / 102   | Novo |
|                         | Pessoas–Animais–Natureza       | 2 745   | 4,42 / 100,00   | -    | 0 / 6       | -       | 3 / 102   | -    |
|                         | Iniciativa Liberal             | 393     | 0,63 / 100,00   | Novo | 0 / 6       | Novo    | 0 / 102   | Novo |
|                         | PPM-RIR                        | 328     | 0,53 / 100,00   | Novo | 0 / 6       | Novo    | 0 / 102   | Novo |
| Votos Inválidos         | Votos Inválidos                | 2 702   | 4,36 / 100,00   | 2,20 |             |         |           |      |
| Total                   | Total                          | 62 052  | 100,00 / 100,00 |      | 6 / 6       |         | 102 / 102 |      |
| Eleitorado/Participação | Eleitorado/Participação        | 145 310 | 42,70 / 100,00  | 0,02 |             |         |           |      |

## Resultados por Freguesia

### Câmara Municipal
| Freguesia             | %     | %                     | %     | %    | %    | %    | %    | %        | %    | Votantes |
| Freguesia             | PS    | PSD- CDS- MPT- A- PDR | CDU   | CH   | BE   | PAN  | IL   | PPM- RIR | MAS  | Votantes |
| --------------------- | ----- | --------------------- | ----- | ---- | ---- | ---- | ---- | -------- | ---- | -------- |
| Freguesia             |       |                       |       |      |      |      |      |          |      | Votantes |
| Águas Livres          | 43,46 | 23,96                 | 10,78 | 5,51 | 5,80 | 3,20 | 2,47 | 0,51     | 0,36 | 12 936   |
| Alfragide             | 39,67 | 29,69                 | 6,52  | 5,09 | 5,25 | 3,15 | 5,79 | 0,37     | 0,33 | 6 948    |
| Encosta do Sol        | 46,34 | 21,64                 | 10,76 | 5,87 | 4,91 | 2,74 | 2,50 | 0,69     | 0,40 | 9 425    |
| Falagueira-Venda Nova | 47,33 | 20,83                 | 11,27 | 5,26 | 5,32 | 3,21 | 2,40 | 0,41     | 0,28 | 7 532    |
| Mina de Água          | 43,95 | 25,57                 | 8,95  | 5,67 | 5,22 | 3,23 | 2,25 | 0,72     | 0,36 | 15 691   |
| Venteira              | 42,23 | 25,74                 | 11,02 | 4,93 | 5,33 | 3,08 | 2,50 | 0,80     | 0,45 | 9 506    |
| Amadora               | 43,88 | 24,55                 | 9,93  | 5,44 | 5,33 | 3,12 | 2,79 | 0,61     | 0,37 | 62 038   |

#### Águas Livres
| Partido                 | Partido                          | Votos  | %               | +/-  |
| ----------------------- | -------------------------------- | ------ | --------------- | ---- |
|                         | Partido Socialista               | 5 622  | 43,46 / 100,00  | 4,30 |
|                         | PSD-CDS-MPT-A-PDR                | 3 099  | 23,96 / 100,00  | 6,14 |
|                         | Coligação Democrática Unitária   | 1 394  | 10,78 / 100,00  | 2,12 |
|                         | Bloco de Esquerda                | 750    | 5,80 / 100,00   | 1,85 |
|                         | CHEGA                            | 713    | 5,51 / 100,00   | Novo |
|                         | Pessoas–Animais–Natureza         | 414    | 3,20 / 100,00   | 0,10 |
|                         | Iniciativa Liberal               | 319    | 2,47 / 100,00   | Novo |
|                         | PPM-RIR                          | 66     | 0,51 / 100,00   | Novo |
|                         | Movimento Alternativa Socialista | 46     | 0,36 / 100,00   | -    |
| Votos Inválidos         | Votos Inválidos                  | 513    | 3,97 / 100,00   | 1,97 |
| Total                   | Total                            | 12 936 | 100,00 / 100,00 |      |
| Eleitorado/Participação | Eleitorado/Participação          | 31 860 | 40,60 / 100,00  | 0,68 |

#### Alfragide
| Partido                 | Partido                          | Votos  | %               | +/-     |
| ----------------------- | -------------------------------- | ------ | --------------- | ------- |
|                         | Partido Socialista               | 2 756  | 39,67 / 100,00  | Estável |
|                         | PSD-CDS-MPT-A-PDR                | 2 063  | 29,69 / 100,00  | 0,66    |
|                         | Coligação Democrática Unitária   | 453    | 6,52 / 100,00   | 2,26    |
|                         | Iniciativa Liberal               | 402    | 5,79 / 100,00   | Novo    |
|                         | Bloco de Esquerda                | 365    | 5,25 / 100,00   | 2,33    |
|                         | CHEGA                            | 354    | 5,09 / 100,00   | Novo    |
|                         | Pessoas–Animais–Natureza         | 219    | 3,15 / 100,00   | 0,18    |
|                         | PPM-RIR                          | 26     | 0,37 / 100,00   | Novo    |
|                         | Movimento Alternativa Socialista | 23     | 0,33 / 100,00   | -       |
| Votos Inválidos         | Votos Inválidos                  | 287    | 4,13 / 100,00   | 3,04    |
| Total                   | Total                            | 6 948  | 100,00 / 100,00 |         |
| Eleitorado/Participação | Eleitorado/Participação          | 13 996 | 49,64 / 100,00  | 1,93    |

#### Encosta do Sol
| Partido                 | Partido                          | Votos  | %               | +/-  |
| ----------------------- | -------------------------------- | ------ | --------------- | ---- |
|                         | Partido Socialista               | 4 368  | 46,34 / 100,00  | 4,08 |
|                         | PSD-CDS-MPT-A-PDR                | 2 040  | 21,64 / 100,00  | 6,15 |
|                         | Coligação Democrática Unitária   | 1 014  | 10,76 / 100,00  | 2,04 |
|                         | CHEGA                            | 553    | 5,87 / 100,00   | Novo |
|                         | Bloco de Esquerda                | 463    | 4,91 / 100,00   | 1,76 |
|                         | Pessoas–Animais–Natureza         | 258    | 2,74 / 100,00   | 0,10 |
|                         | Iniciativa Liberal               | 236    | 2,50 / 100,00   | Novo |
|                         | PPM-RIR                          | 65     | 0,69 / 100,00   | Novo |
|                         | Movimento Alternativa Socialista | 38     | 0,40 / 100,00   | -    |
| Votos Inválidos         | Votos Inválidos                  | 390    | 4,14 / 100,00   | 1,78 |
| Total                   | Total                            | 9 425  | 100,00 / 100,00 |      |
| Eleitorado/Participação | Eleitorado/Participação          | 22 726 | 41,47 / 100,00  | 0,61 |

#### Falagueira-Venda Nova
| Partido                 | Partido                          | Votos  | %               | +/-  |
| ----------------------- | -------------------------------- | ------ | --------------- | ---- |
|                         | Partido Socialista               | 3 565  | 47,33 / 100,00  | 3,59 |
|                         | PSD-CDS-MPT-A-PDR                | 1 569  | 20,83 / 100,00  | 6,04 |
|                         | Coligação Democrática Unitária   | 849    | 11,27 / 100,00  | 3,01 |
|                         | Bloco de Esquerda                | 401    | 5,32 / 100,00   | 1,46 |
|                         | CHEGA                            | 396    | 5,26 / 100,00   | Novo |
|                         | Pessoas–Animais–Natureza         | 242    | 3,21 / 100,00   | 0,01 |
|                         | Iniciativa Liberal               | 181    | 2,40 / 100,00   | Novo |
|                         | PPM-RIR                          | 31     | 0,41 / 100,00   | Novo |
|                         | Movimento Alternativa Socialista | 21     | 0,28 / 100,00   | -    |
| Votos Inválidos         | Votos Inválidos                  | 277    | 3,67 / 100,00   | 1,09 |
| Total                   | Total                            | 7 532  | 100,00 / 100,00 |      |
| Eleitorado/Participação | Eleitorado/Participação          | 18 238 | 41,30 / 100,00  | 0,39 |

#### Mina de Água
| Partido                 | Partido                          | Votos  | %               | +/-  |
| ----------------------- | -------------------------------- | ------ | --------------- | ---- |
|                         | Partido Socialista               | 6 896  | 43,95 / 100,00  | 5,04 |
|                         | PSD-CDS-MPT-A-PDR                | 4 012  | 25,57 / 100,00  | 9,27 |
|                         | Coligação Democrática Unitária   | 1 404  | 8,95 / 100,00   | 2,37 |
|                         | CHEGA                            | 890    | 5,67 / 100,00   | Novo |
|                         | Bloco de Esquerda                | 819    | 5,22 / 100,00   | 1,61 |
|                         | Pessoas–Animais–Natureza         | 507    | 3,23 / 100,00   | 0,13 |
|                         | Iniciativa Liberal               | 353    | 2,25 / 100,00   | Novo |
|                         | PPM-RIR                          | 113    | 0,72 / 100,00   | Novo |
|                         | Movimento Alternativa Socialista | 56     | 0,36 / 100,00   | -    |
| Votos Inválidos         | Votos Inválidos                  | 641    | 4,09 / 100,00   | 1,79 |
| Total                   | Total                            | 15 691 | 100,00 / 100,00 |      |
| Eleitorado/Participação | Eleitorado/Participação          | 36 019 | 43,56 / 100,00  | 1,19 |

#### Venteira
| Partido                 | Partido                          | Votos  | %               | +/-  |
| ----------------------- | -------------------------------- | ------ | --------------- | ---- |
|                         | Partido Socialista               | 4 014  | 42,23 / 100,00  | 5,13 |
|                         | PSD-CDS-MPT-A-PDR                | 2 447  | 25,74 / 100,00  | 6,57 |
|                         | Coligação Democrática Unitária   | 1 048  | 11,02 / 100,00  | 1,70 |
|                         | Bloco de Esquerda                | 507    | 5,33 / 100,00   | 0,82 |
|                         | CHEGA                            | 469    | 4,93 / 100,00   | Novo |
|                         | Pessoas–Animais–Natureza         | 293    | 3,08 / 100,00   | 0,18 |
|                         | Iniciativa Liberal               | 238    | 2,50 / 100,00   | Novo |
|                         | PPM-RIR                          | 76     | 0,80 / 100,00   | Novo |
|                         | Movimento Alternativa Socialista | 43     | 0,45 / 100,00   | -    |
| Votos Inválidos         | Votos Inválidos                  | 371    | 3,90 / 100,00   | 1,60 |
| Total                   | Total                            | 9 506  | 100,00 / 100,00 |      |
| Eleitorado/Participação | Eleitorado/Participação          | 22 471 | 42,30 / 100,00  | 1,16 |

### Assembleia Municipal
| Freguesia             | %     | %                     | %     | %    | %    | %    | %        | %    | Votantes |
| Freguesia             | PS    | PSD- CDS- MPT- A- PDR | CDU   | BE   | CH   | PAN  | PPM- RIR | MAS  | Votantes |
| --------------------- | ----- | --------------------- | ----- | ---- | ---- | ---- | -------- | ---- | -------- |
| Freguesia             |       |                       |       |      |      |      |          |      | Votantes |
| Águas Livres          | 40,35 | 23,44                 | 12,19 | 7,41 | 6,64 | 4,35 | 0,45     | 0,49 | 12 943   |
| Alfragide             | 35,47 | 32,43                 | 7,42  | 6,99 | 6,57 | 4,94 | 0,45     | 0,56 | 6 941    |
| Encosta do Sol        | 44,76 | 20,94                 | 11,67 | 6,10 | 7,15 | 3,73 | 0,76     | 0,44 | 9 425    |
| Falagueira-Venda Nova | 44,00 | 20,46                 | 12,51 | 6,74 | 6,96 | 4,58 | 0,38     | 0,33 | 7 548    |
| Mina de Água          | 40,74 | 24,59                 | 10,26 | 6,63 | 7,04 | 4,60 | 0,85     | 0,50 | 15 678   |
| Venteira              | 38,64 | 25,15                 | 12,42 | 6,99 | 6,09 | 4,49 | 0,90     | 0,66 | 9 515    |
| Amadora               | 40,76 | 24,26                 | 11,17 | 6,82 | 6,76 | 4,44 | 0,66     | 0,50 | 62 050   |

#### Águas Livres
| Partido                 | Partido                          | Votos  | %               | +/-  |
| ----------------------- | -------------------------------- | ------ | --------------- | ---- |
|                         | Partido Socialista               | 5 223  | 40,35 / 100,00  | 4,10 |
|                         | PSD-CDS-MPT-A-PDR                | 3 034  | 23,44 / 100,00  | 4,97 |
|                         | Coligação Democrática Unitária   | 1 578  | 12,19 / 100,00  | 1,84 |
|                         | Bloco de Esquerda                | 959    | 7,41 / 100,00   | 1,60 |
|                         | CHEGA                            | 859    | 6,64 / 100,00   | Novo |
|                         | Pessoas–Animais–Natureza         | 563    | 4,35 / 100,00   | 0,32 |
|                         | Movimento Alternativa Socialista | 63     | 0,49 / 100,00   | -    |
|                         | PPM-RIR                          | 58     | 0,45 / 100,00   | Novo |
| Votos Inválidos         | Votos Inválidos                  | 606    | 4,68 / 100,00   | 1,38 |
| Total                   | Total                            | 12 943 | 100,00 / 100,00 |      |
| Eleitorado/Participação | Eleitorado/Participação          | 31 860 | 40,62 / 100,00  | 0,66 |

#### Alfragide
| Partido                 | Partido                          | Votos  | %               | +/-  |
| ----------------------- | -------------------------------- | ------ | --------------- | ---- |
|                         | Partido Socialista               | 2 462  | 35,47 / 100,00  | 1,25 |
|                         | PSD-CDS-MPT-A-PDR                | 2 251  | 32,43 / 100,00  | 2,82 |
|                         | Coligação Democrática Unitária   | 515    | 7,42 / 100,00   | 1,97 |
|                         | Bloco de Esquerda                | 485    | 6,99 / 100,00   | 1,72 |
|                         | CHEGA                            | 456    | 6,57 / 100,00   | Novo |
|                         | Pessoas–Animais–Natureza         | 343    | 4,94 / 100,00   | 0,64 |
|                         | Movimento Alternativa Socialista | 39     | 0,56 / 100,00   | -    |
|                         | PPM-RIR                          | 31     | 0,45 / 100,00   | Novo |
| Votos Inválidos         | Votos Inválidos                  | 359    | 5,17 / 100,00   | 2,20 |
| Total                   | Total                            | 6 941  | 100,00 / 100,00 |      |
| Eleitorado/Participação | Eleitorado/Participação          | 13 996 | 49,59 / 100,00  | 1,87 |

#### Encosta do Sol
| Partido                 | Partido                          | Votos  | %               | +/-  |
| ----------------------- | -------------------------------- | ------ | --------------- | ---- |
|                         | Partido Socialista               | 4 219  | 44,76 / 100,00  | 3,83 |
|                         | PSD-CDS-MPT-A-PDR                | 1 974  | 20,94 / 100,00  | 5,22 |
|                         | Coligação Democrática Unitária   | 1 100  | 11,67 / 100,00  | 2,30 |
|                         | CHEGA                            | 674    | 7,15 / 100,00   | Novo |
|                         | Bloco de Esquerda                | 575    | 6,10 / 100,00   | 1,53 |
|                         | Pessoas–Animais–Natureza         | 352    | 3,73 / 100,00   | 0,17 |
|                         | PPM-RIR                          | 72     | 0,76 / 100,00   | Novo |
|                         | Movimento Alternativa Socialista | 41     | 0,44 / 100,00   | -    |
| Votos Inválidos         | Votos Inválidos                  | 418    | 4,44 / 100,00   | 1,77 |
| Total                   | Total                            | 9 425  | 100,00 / 100,00 |      |
| Eleitorado/Participação | Eleitorado/Participação          | 22 726 | 41,47 / 100,00  | 0,61 |

#### Falagueira-Venda Nova
| Partido                 | Partido                          | Votos  | %               | +/-  |
| ----------------------- | -------------------------------- | ------ | --------------- | ---- |
|                         | Partido Socialista               | 3 321  | 44,00 / 100,00  | 3,91 |
|                         | PSD-CDS-MPT-A-PDR                | 1 544  | 20,46 / 100,00  | 5,34 |
|                         | Coligação Democrática Unitária   | 944    | 12,51 / 100,00  | 2,12 |
|                         | CHEGA                            | 525    | 6,96 / 100,00   | Novo |
|                         | Bloco de Esquerda                | 509    | 6,74 / 100,00   | 1,35 |
|                         | Pessoas–Animais–Natureza         | 346    | 4,58 / 100,00   | 0,72 |
|                         | PPM-RIR                          | 29     | 0,38 / 100,00   | Novo |
|                         | Movimento Alternativa Socialista | 25     | 0,33 / 100,00   | -    |
| Votos Inválidos         | Votos Inválidos                  | 305    | 4,04 / 100,00   | 1,06 |
| Total                   | Total                            | 7 548  | 100,00 / 100,00 |      |
| Eleitorado/Participação | Eleitorado/Participação          | 18 238 | 41,39 / 100,00  | 0,39 |

#### Mina de Água
| Partido                 | Partido                          | Votos  | %               | +/-  |
| ----------------------- | -------------------------------- | ------ | --------------- | ---- |
|                         | Partido Socialista               | 6 388  | 40,74 / 100,00  | 4,16 |
|                         | PSD-CDS-MPT-A-PDR                | 3 856  | 24,59 / 100,00  | 7,53 |
|                         | Coligação Democrática Unitária   | 1 609  | 10,26 / 100,00  | 1,67 |
|                         | CHEGA                            | 1 103  | 7,04 / 100,00   | Novo |
|                         | Bloco de Esquerda                | 1 039  | 6,63 / 100,00   | 1,39 |
|                         | Pessoas–Animais–Natureza         | 721    | 4,60 / 100,00   | 0,08 |
|                         | PPM-RIR                          | 133    | 0,85 / 100,00   | Novo |
|                         | Movimento Alternativa Socialista | 79     | 0,50 / 100,00   | -    |
| Votos Inválidos         | Votos Inválidos                  | 750    | 4,78 / 100,00   | 1,44 |
| Total                   | Total                            | 15 678 | 100,00 / 100,00 |      |
| Eleitorado/Participação | Eleitorado/Participação          | 36 019 | 43,53 / 100,00  | 1,02 |

#### Venteira
| Partido                 | Partido                          | Votos  | %               | +/-  |
| ----------------------- | -------------------------------- | ------ | --------------- | ---- |
|                         | Partido Socialista               | 3 677  | 38,64 / 100,00  | 4,87 |
|                         | PSD-CDS-MPT-A-PDR                | 2 393  | 25,15 / 100,00  | 5,40 |
|                         | Coligação Democrática Unitária   | 1 182  | 12,42 / 100,00  | 1,50 |
|                         | Bloco de Esquerda                | 665    | 6,99 / 100,00   | 0,53 |
|                         | CHEGA                            | 579    | 6,09 / 100,00   | Novo |
|                         | Pessoas–Animais–Natureza         | 427    | 4,49 / 100,00   | 0,40 |
|                         | PPM-RIR                          | 86     | 0,90 / 100,00   | Novo |
|                         | Movimento Alternativa Socialista | 63     | 0,66 / 100,00   | -    |
| Votos Inválidos         | Votos Inválidos                  | 443    | 4,66 / 100,00   | 1,00 |
| Total                   | Total                            | 9 515  | 100,00 / 100,00 |      |
| Eleitorado/Participação | Eleitorado/Participação          | 22 471 | 42,34 / 100,00  | 1,11 |

### Juntas de Freguesia

#### Águas Livres
| Partido                 | Partido                        | Votos  | %               | +/-  | Mandatos | +/-     |
| ----------------------- | ------------------------------ | ------ | --------------- | ---- | -------- | ------- |
|                         | Partido Socialista             | 5 117  | 39,53 / 100,00  | 3,25 | 8 / 19   | 2       |
|                         | PSD-CDS-MPT-A-PDR              | 3 065  | 23,68 / 100,00  | 4,24 | 5 / 19   | 1       |
|                         | Coligação Democrática Unitária | 1 739  | 13,43 / 100,00  | 2,72 | 3 / 19   | Estável |
|                         | Bloco de Esquerda              | 977    | 7,55 / 100,00   | 2,58 | 1 / 19   | 1       |
|                         | CHEGA                          | 875    | 6,76 / 100,00   | Novo | 1 / 19   | Novo    |
|                         | Pessoas–Animais–Natureza       | 577    | 4,46 / 100,00   | -    | 1 / 19   | -       |
| Votos Inválidos         | Votos Inválidos                | 595    | 4,60 / 100,00   | 2,00 |          |         |
| Total                   | Total                          | 12 945 | 100,00 / 100,00 |      | 19 / 19  |         |
| Eleitorado/Participação | Eleitorado/Participação        | 31 860 | 40,63 / 100,00  | 0,65 |          |         |

#### Alfragide
| Partido                 | Partido                        | Votos  | %               | +/-  | Mandatos | +/-     |
| ----------------------- | ------------------------------ | ------ | --------------- | ---- | -------- | ------- |
|                         | Partido Socialista             | 2 405  | 34,62 / 100,00  | 1,94 | 5 / 13   | 1       |
|                         | PSD-CDS-MPT-A-PDR              | 2 274  | 32,73 / 100,00  | 0,27 | 5 / 13   | Estável |
|                         | Coligação Democrática Unitária | 476    | 6,85 / 100,00   | 2,70 | 1 / 13   | Estável |
|                         | Bloco de Esquerda              | 436    | 6,28 / 100,00   | 2,23 | 1 / 13   | Estável |
|                         | CHEGA                          | 404    | 5,82 / 100,00   | Novo | 1 / 13   | Novo    |
|                         | Iniciativa Liberal             | 393    | 5,66 / 100,00   | Novo | 0 / 13   | Novo    |
|                         | Pessoas–Animais–Natureza       | 276    | 3,97 / 100,00   | -    | 0 / 13   | -       |
| Votos Inválidos         | Votos Inválidos                | 283    | 4,08 / 100,00   | 2,95 |          |         |
| Total                   | Total                          | 6 947  | 100,00 / 100,00 |      | 13 / 13  |         |
| Eleitorado/Participação | Eleitorado/Participação        | 13 996 | 49,64 / 100,00  | 1,91 |          |         |

#### Encosta do Sol
| Partido                 | Partido                        | Votos  | %               | +/-  | Mandatos | +/-     |
| ----------------------- | ------------------------------ | ------ | --------------- | ---- | -------- | ------- |
|                         | Partido Socialista             | 4 432  | 47,03 / 100,00  | 1,64 | 11 / 19  | 1       |
|                         | PSD-CDS-MPT-A-PDR              | 1 827  | 19,39 / 100,00  | 4,02 | 4 / 19   | 1       |
|                         | Coligação Democrática Unitária | 1 155  | 12,26 / 100,00  | 3,52 | 2 / 19   | 1       |
|                         | CHEGA                          | 654    | 6,94 / 100,00   | Novo | 1 / 19   | Novo    |
|                         | Bloco de Esquerda              | 523    | 5,55 / 100,00   | 1,62 | 1 / 19   | Estável |
|                         | Pessoas–Animais–Natureza       | 346    | 3,67 / 100,00   | -    | 0 / 19   | -       |
|                         | PPM-RIR                        | 84     | 0,89 / 100,00   | Novo | 0 / 19   | Novo    |
| Votos Inválidos         | Votos Inválidos                | 403    | 4,27 / 100,00   | 2,38 |          |         |
| Total                   | Total                          | 9 424  | 100,00 / 100,00 |      | 19 / 19  |         |
| Eleitorado/Participação | Eleitorado/Participação        | 22 726 | 41,47 / 100,00  | 0,61 |          |         |

#### Falagueira-Venda Nova
| Partido                 | Partido                        | Votos  | %               | +/-  | Mandatos | +/-     |
| ----------------------- | ------------------------------ | ------ | --------------- | ---- | -------- | ------- |
|                         | Partido Socialista             | 3 396  | 44,98 / 100,00  | 2,62 | 6 / 13   | 2       |
|                         | PSD-CDS-MPT-A-PDR              | 1 480  | 19,60 / 100,00  | 4,23 | 3 / 13   | 1       |
|                         | Coligação Democrática Unitária | 985    | 13,05 / 100,00  | 4,06 | 2 / 13   | Estável |
|                         | CHEGA                          | 517    | 6,85 / 100,00   | Novo | 1 / 13   | Novo    |
|                         | Bloco de Esquerda              | 508    | 6,73 / 100,00   | 1,56 | 1 / 13   | Estável |
|                         | Pessoas–Animais–Natureza       | 369    | 4,89 / 100,00   | -    | 0 / 13   | -       |
| Votos Inválidos         | Votos Inválidos                | 295    | 3,91 / 100,00   | 1,81 |          |         |
| Total                   | Total                          | 7 550  | 100,00 / 100,00 |      | 13 / 13  |         |
| Eleitorado/Participação | Eleitorado/Participação        | 18 238 | 41,40 / 100,00  | 0,42 |          |         |

#### Mina de Água
| Partido                 | Partido                        | Votos  | %               | +/-  | Mandatos | +/-     |
| ----------------------- | ------------------------------ | ------ | --------------- | ---- | -------- | ------- |
|                         | Partido Socialista             | 6 420  | 40,94 / 100,00  | 2,66 | 9 / 19   | 1       |
|                         | PSD-CDS-MPT-A-PDR              | 3 838  | 24,48 / 100,00  | 6,75 | 5 / 19   | 1       |
|                         | Coligação Democrática Unitária | 1 707  | 10,89 / 100,00  | 1,95 | 2 / 19   | Estável |
|                         | CHEGA                          | 1 083  | 6,91 / 100,00   | Novo | 1 / 19   | Novo    |
|                         | Bloco de Esquerda              | 1 036  | 6,61 / 100,00   | 2,09 | 1 / 19   | 1       |
|                         | Pessoas–Animais–Natureza       | 739    | 4,71 / 100,00   | -    | 1 / 19   | -       |
|                         | PPM-RIR                        | 127    | 0,81 / 100,00   | Novo | 0 / 19   | Novo    |
| Votos Inválidos         | Votos Inválidos                | 730    | 4,66 / 100,00   | 1,86 |          |         |
| Total                   | Total                          | 15 680 | 100,00 / 100,00 |      | 19 / 19  |         |
| Eleitorado/Participação | Eleitorado/Participação        | 36 019 | 43,53 / 100,00  | 1,02 |          |         |

#### Venteira
| Partido                 | Partido                        | Votos  | %               | +/-  | Mandatos | +/-     |
| ----------------------- | ------------------------------ | ------ | --------------- | ---- | -------- | ------- |
|                         | Partido Socialista             | 3 649  | 38,39 / 100,00  | 4,95 | 8 / 19   | 2       |
|                         | PSD-CDS-MPT-A-PDR              | 2 444  | 25,71 / 100,00  | 4,87 | 5 / 19   | 1       |
|                         | Coligação Democrática Unitária | 1 241  | 13,05 / 100,00  | 2,64 | 3 / 19   | Estável |
|                         | Bloco de Esquerda              | 668    | 7,03 / 100,00   | 1,08 | 1 / 19   | Estável |
|                         | CHEGA                          | 553    | 5,82 / 100,00   | Novo | 1 / 19   | Novo    |
|                         | Pessoas–Animais–Natureza       | 438    | 4,61 / 100,00   | -    | 1 / 19   | -       |
|                         | PPM-RIR                        | 117    | 1,23 / 100,00   | Novo | 0 / 19   | Novo    |
| Votos Inválidos         | Votos Inválidos                | 396    | 4,16 / 100,00   | 2,66 |          |         |
| Total                   | Total                          | 9 506  | 100,00 / 100,00 |      | 19 / 19  |         |
| Eleitorado/Participação | Eleitorado/Participação        | 22 471 | 42,30 / 100,00  | 1,17 |          |         |

| Freguesia             | 2017-2021 | 2017-2021          | 2017-2021      | 2017-2021 | 2017-2021          | 2017-2021      |
| --------------------- | --------- | ------------------ | -------------- | --------- | ------------------ | -------------- |
| Águas Livres          |           | Partido Socialista | 42,78 / 100,00 |           | Partido Socialista | 39,53 / 100,00 |
| Alfragide             |           | Partido Socialista | 36,56 / 100,00 |           | Partido Socialista | 34,62 / 100,00 |
| Encosta do Sol        |           | Partido Socialista | 48,67 / 100,00 |           | Partido Socialista | 47,03 / 100,00 |
| Falagueira-Venda Nova |           | Partido Socialista | 47,60 / 100,00 |           | Partido Socialista | 44,98 / 100,00 |
| Mina de Água          |           | Partido Socialista | 43,60 / 100,00 |           | Partido Socialista | 40,94 / 100,00 |
| Venteira              |           | Partido Socialista | 43,34 / 100,00 |           | Partido Socialista | 38,39 / 100,00 |